# Agrostis asperula
Agrostis asperula é uma espécie de gramínea do gênero Agrostis, pertencente à família Poaceae.